# BFI 75 Most Wanted
Die Liste mit den BFI 75 Most Wanted ist eine Zusammenstellung der 75 Filme, die vom British Film Institute am dringendsten gesucht werden. Die Bezeichnung ist aus dem amerikanischen Sprachgebrauch entlehnt und stammt von der Liste mit den FBI Ten Most Wanted Fugitives.
Die BFI 75 Most Wanted sind Filme, die hinsichtlich Stil, Technik, Gegenstand oder Innovation als kulturhistorisch wertvoll gelten, heute aber verschollen sind. Es handelt sich dabei um sehr verschiedenartige Werke: Von Quoten-Filmen (die sogenannten quota quickies) aus der Zeit nach 1927 über typische B-Filme bis hin zu aufwändigen Produktionen, die damals technisch und künstlerisch auf der Höhe ihrer Zeit waren.
Quoten-Filme waren solche Filme, die nach dem Cinematograph Films Act von 1927 produziert werden mussten, um die Mindestquote britischer Filme in den Kinos erfüllen zu können. Die Filme mussten von einem britischen Unternehmen in einem Studio innerhalb des British Empire gedreht worden sein, außerdem mussten der Autor der Geschichte oder der Drehbuchautor britisch sein und die für die Produktion Beschäftigten mussten zu 75 % britische Staatsbürger sein. Die Quote wurde 1927 auf 7,5 % festgelegt und bis 1935 auf 20 % erhöht. Die so entstandenen Filme nannte man quota quickie’s. Sie waren beim Publikum in der Regel nicht beliebt und auch nicht künstlerisch wertvoll; trotzdem finden sich auch einige dieser Filme als typische Vertreter ihres Genres auf der Liste der BFI 75 Most Wanted.
Die frühesten Filme auf der Liste stammen aus dem Jahr 1913, der neueste von 1983. Die 1930er Jahre sind das Jahrzehnt mit den meisten Einträgen (24), gefolgt von den 1920er Jahren mit 16 und den 1940er Jahren mit 14. Der am häufigsten vertretene Regisseur auf der Liste ist Maurice Elvey mit vier Filmen. Der heute bekannteste Regisseur auf der Liste ist Alfred Hitchcock, dessen 1926 gedrehter Stummfilm Der Bergadler damals kein Erfolg war und heute verschollen ist, aber dringend gesucht und von manchen Filmhistorikern als „der Heilige Gral“ beschrieben wird, weil er das Frühwerk Hitchcocks zeigt.
Problematisch ist, dass bis ca. 1950 nur Zelluloidfilm verwendet wurde, der nicht alterungsbeständig ist. Man geht davon aus, dass Zelluloidfilm bei Zimmertemperatur und normaler Luftfeuchtigkeit nur etwa 40 Jahre übersteht, bevor er anfängt, sich zu zersetzen. Ein vor dem Zweiten Weltkrieg produzierter und bis heute nicht umkopierter Film wäre daher möglicherweise auch dann nicht mehr verwendbar, wenn das originale Material aufgefunden würde.
Im Jahr 2012 teilte das BFI mit, das inzwischen einige der Filme gefunden wurden und daher von der Liste gestrichen werden können.